# Circoscrizione Francia occidentale
La Circoscrizione occidentale è stato uno dei collegi elettorali in cui è stata suddivisa la Francia per le elezioni del Parlamento europeo. Essa coincide con l'area coperta dalle regioni della Bretagna, Paesi della Loira, e Poitou-Charentes.
Il collegio comprendeva una popolazione di circa 8.000.000 abitanti, e ha eletto 10 europarlamentari tra il 2004 e il 2009, poi ridotti a 9 tra il 2009 e il 2019 (con una rappresentanza di 1 deputato ogni 804.000 persone).